# X-14試驗機
貝爾X-14試驗機（英語：Bell X-14）是美國貝爾航空器公司在1950年代生產的一款垂直起降試驗機。

## 設計及發展
貝爾航空器公司将X-14試驗機設計为一個具有開放式駕駛艙，全金屬（杜拉鋁）的單翼機，發動機為兩個配有推力偏轉器的阿姆斯特朗·西德利蝰蛇涡轮喷气发动机，置於飛機中央。發動機位置是固定的，透過控制發動機推力方向的活動葉片系統來轉換水平飛行或垂直飛行 
。最高時速可達180英里每小時（290每小時），爬升上限為20,000英尺（6,100）。X-14試驗機部份設計來自比奇飛機公司飛機，包括機翼和副翼，而起落架採用比奇寶藏相同的起落架。尾錐和尾翼則來自T-34教練機。

## 運作歷史
X-14試驗機於1957年2月19日首飛，進行垂直飛行測試，而首次飛行轉換測試在1958年5月進行。1959年，飛機發動機改為通用電氣J85。同年飛機交付給艾姆斯研究中心，型號改為X-14A。
X-14試驗機替將來垂直飛行發展提供了大量數據資料和飛行控制系統。1971年，飛機發動機轉換為通用電氣J85-GE-19，而型號重命名為X-14B。此外亦在飛機添加了電腦和線傳飛控系統，能夠模擬其它垂直飛行飛機的性能。
X-14替美国国家航空航天局服役至1981年5月29日才因為意外受損而退役，這些年間共有25名飛行員駕駛這飛機。當時曾計劃發展封閉式駕駛艙的X-14C和X14T教練機，但都只停留在計劃階段。

## 現存飛機

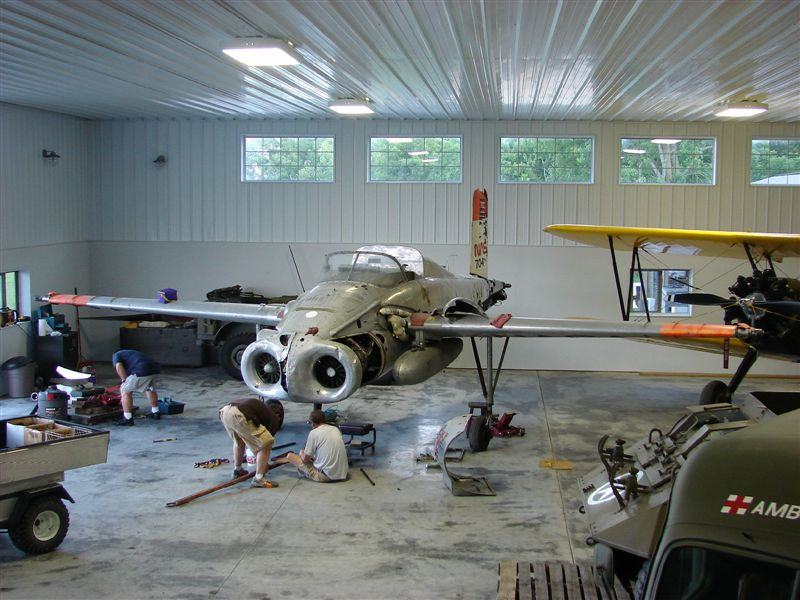
一架X-14飛機由私人收藏商進行翻新

1991年，X-14B在飛機廢棄場拯救出來，並在印第安納波利斯的洛基裝甲博物館進行翻新。

## 性能（X-14B）
参考资料：Bell aircraft since 1935
基本信息
- 机组：1
- 長度：26英尺0英寸（7.92）
- 翼展：33英尺9.5英寸（10.300）
- 机翼面积：179.52平方英尺（16.678平方）
- 翼型：'root:' NACA 23016.5; tip: NACA 23012[7]
- 空重：3,173英磅（1,439）
- 总重：4,269英磅（1,936）
- 发动机：2台通用電氣J85-GE-19涡轮喷气发动机，每台3,015英磅力（13.41千牛頓）推力

性能
- 最大速度：172英里每小時（277每小時；149節）
- 航程：300英里（261海里；483）
- 升限：18,000英尺（5,500）
- 推重比：1.4